# نهر مسالم (بوزي)
نهر مسالم (بالفارسية: نهرمسلم) هي منطقة سكنية تقع في إيران في قسم بوزي الريفي. يقدر عدد سكانها بـ 1,521 نسمة .